# Weinitzen
Weinitzen osztrák község Stájerország Graz-környéki járásában. 2017 januárjában 2632 lakosa volt.

## Elhelyezkedése

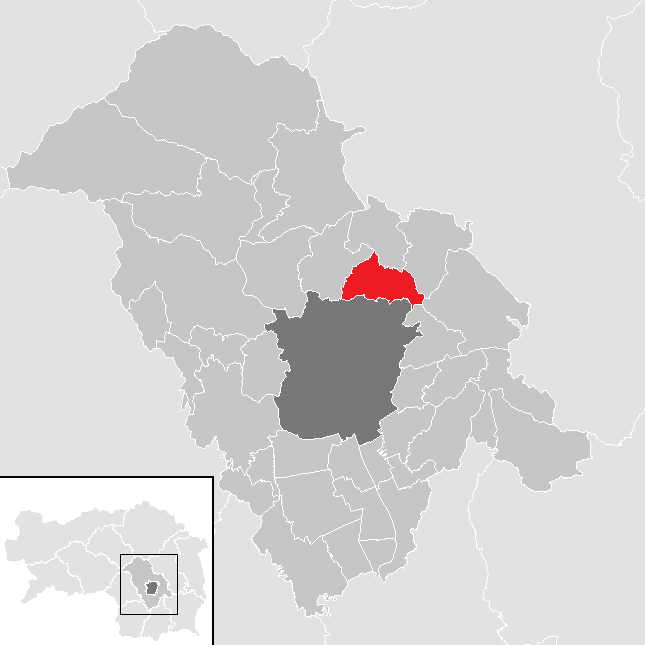
Weinitzen a Graz-környéki járásban

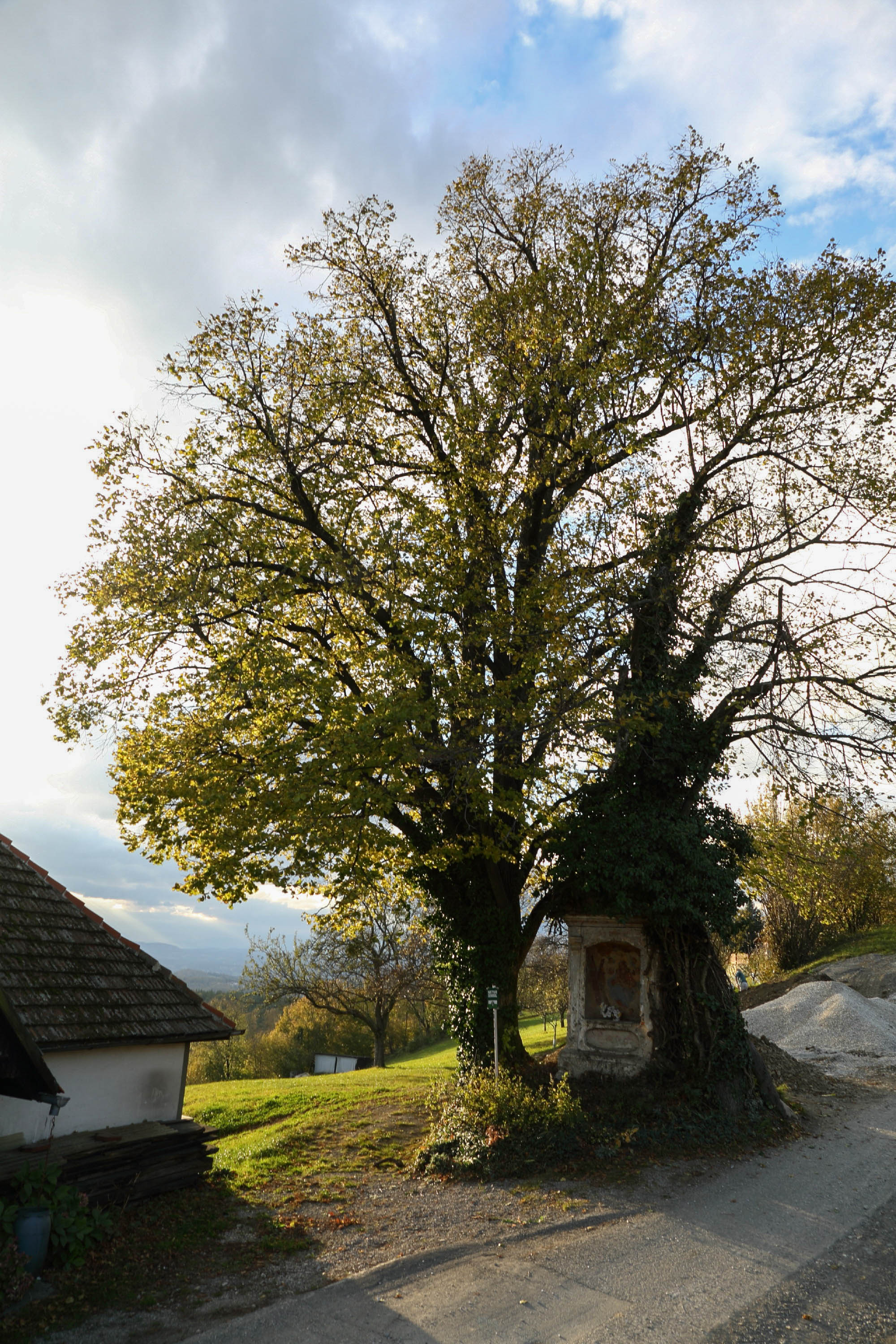
Útmenti szentkép és hársfa Weinitzenben

Wenitzen Nyugat-Stájerországban fekszik, a Grazi-hegyvidéken, a Schöcklbach (a Mura mellékkfolyója) mentén, közvetlenül északra Graztól. Az önkormányzat 4 települést egyesít: Fölling (341 lakos 2015-ben), Niederschöckl (1227), Oberschöckl (811) és Weinitzen (223). A polgármesteri hivatal Niederschöcklben található.
A környező önkormányzatok: északra Sankt Radegund bei Graz, északkeletre Kumberg, keletre Eggersdorf bei Graz, délkeletre Kainbach bei Graz, délre Graz, nyugatra Stattegg.

## Története
Az önkormányzat mai formájában 1938-ban jött létre, amikor a Graz-környéki falvakat a városhoz csatolták. Erre a sorsra jutott Weinitzen déli része és déli szomszédja, Andritz is. A korábbi polgármesteri hivatal is Graz területére került és egészen az új épület 1954-es felavatásáig kívülről igazgatták a községet.

## Lakosság
A weinitzeni önkormányzat területén 2017 januárjában 2632 fő élt. A lakosságszám 1923 óta töretlenül gyarapodó tendenciát mutat. 2015-ben a helybeliek 96%-a volt osztrák állampolgár; a külföldiek közül 1,8% a régi (2004 előtti), 1,1% az új EU-tagállamokból érkezett. 2001-ben a lakosok 83%-a római katolikusnak, 4% evangélikusnak, 9,6% pedig felekezet nélkülinek vallotta magát. Ugyanekkor 6 magyar élt a községben.

## Látnivalók
- az 1824-ben épült 15 m magas Wetterturm ("Vihartorony") a középső tagja az egyenes sorba rendezett három toronynak (a másik kettő St. Radegundban és Kainbachban található.
- a pestisjárvány emlékére emelt kereszt
- római kori halomsírok

## Fordítás
- Ez a szócikk részben vagy egészben  a   Weinitzen című német Wikipédia-szócikk ezen változatának fordításán alapul.  Az eredeti cikk szerkesztőit annak laptörténete sorolja fel. Ez a jelzés csupán a megfogalmazás eredetét és a szerzői jogokat jelzi, nem szolgál a cikkben szereplő információk forrásmegjelöléseként.